# Johann Friderich Clemens
Johann Friderich Clemens (født 29. november 1749 i Golnau ved Stettin, død 5. november 1831 i København) var kobberstikker.
Clemens var søn af en fattig saksisk væver, Johann David Clemens (1710 – 1782 i København). Faderen blev indkaldt til Danmark som klædevæver, mens Clemens var lille og tog sin søn med. I sit 15. år kom Clemens i lære hos en drikfældig malermester, der satte ham til simpelt dekorationsarbejde: male kongelige navnechifre på flag og lignende. Da han blev svend, kom han til Mandelberg, der til sine mange dekorationsarbejder benyttede dygtige malersvende, og her lærte Clemens Abildgaard, F.L. Bradt, Johannes Samuel Lymann og andre dygtige kunstnere at kende.

## Akademiet
Samtidigt havde han flittig søgt Akademiets undervisning. Allerede i 1760, da han endnu var så lille af vækst, at han måtte stå på en skammel for at nå op til tegnebordet, havde han meldt sig til undervisning på Akademiet, men blev afvist som alt for ung og lille af tegnemester Hans Clio. Men den gamle billedhugger Simon Stanley fattede interesse for den bortviste purk og fik ham optaget i tegneskolen. Allerede i 1765 vandt Clemens begge Akademiets sølvmedaljer. Saly, som var Akademiets direktør, rådede ham til at blive billedhugger, men da han følte sig draget til kobberstikkeriet, anbefalede Saly ham til J.M. Preisler, der i begyndelsen omtrent lod ham passe sig selv. Den stakkels forladte knøs, der ligesom sine gamle forældre havde nød med at bjærge det daglige brød, tabte dog ikke modet, men arbejdede trøstig videre på egen hånd, og da han endelig havde gjort et blad efter et stik af Daullé, fik Preisler øjnene op for det geni, der lå skjult i ynglingen, og blev fra nu af hans hengivne ven og beskytter. 

## Indflydelsesrige venner
Snart efter vandt Clemens en anden indflydelsesrig beskytter: Teatermaler Peter Cramer anbefalede ham til Wiedewelt, hvis kyndige øje snart opdagede den unge mands store talent, og som til sin død vedblev at være hans velvillige og faderlige ven og velynder. For Wiedewelt stak han tegningerne til pragtudgaven af Ludvig Holbergs Peder Paars (1772) og tjente således i nogen tid det daglige brød for sig og sine gamle forældre, som han understøttede. De nævnte illustrationer hæver sig dog hverken for tegningernes eller stikkenes vedkommende over det almindelige, nå næppe endda det.

## Rejsestipendium
I 1773 blev der ved Wiedewelt og Augustins bestræbelser gjort udvej for et rejsestipendium til Clemens, som så, efter at have fuldendt sit bekendte stik efter Peder Als’ portræt af Mandelberg, 1774 forlod København. Han begav sig straks til Paris, hvor han tegnede flittig også efter levende model og nød godt af den navnkundige Willes og de Launays vejledning. I Paris forlovede han sig med Marie Jeanne Crevoisier (født 16. november 1755), datter af en død urmager. Hendes moder havde indgået et nyt ægteskab, hvorfor datteren havde taget bolig hos en tante. I Paris stak Clemens en del, særlig portrætter, og nød snart sådan anseelse som kunstner, at Akademiet der tilbød at optage ham som medlem på et nyt og godt stik. Et sådant er imidlertid ikke gjort på en måned eller to, og da Clemens’ treårige stipendium udløb på samme tid, søgte han om tilladelse til at blive i Paris i nogen tid. Akademiet kunne imidlertid ikke bevilge det, da «visse høje Personer» absolut vilde have Clemens hjem for at stikke pladerne til Wandalls værk over mindestenene på arveprins Frederiks gods Jægerspris; Clemens blev endog, som han selv beretter, kaldt hjem ved en kabinetsordre og måtte således give afkald på de parisiske laurbær. Dog lykkedes det hans venner at udvirke tilladelse for ham til på hjemrejsen at opholde sig nogen tid i Schweiz for at stikke Bonnets portræt efter Juel. 

## Tilbage i København
Clemens forlod Paris i 1777 sammen med Juel og gik til Geneve. Her udførte han så sit navnkundige stik af Charles Bonnet, uden tvivl det ypperste, en dansk kobberstikker endnu havde ydet. Sent på efteråret 1778 forlod Clemens Geneve og kom tilbage til København, hvor han fandt sin gamle fader i live, men syg og affældig. Den gamle havde den gang plads som spindemester ved almindeligt hospital og døde et par år efter. Et års tid før faderens død havde Clemens i Paris ægtet sin trolovede (1781); ved Wiedewelts bestræbelser blev han udnævnt til kongelig hofkobberstikker med 400 rigsdaler i årlig løn, og han mente nu at kunne forsørge en familie. Han havde været sin bruds vejleder i kobberstikkerkunsten (og hun har stukket adskillige endnu seværdige blade) som hun hans lærer i fransk. 
Skønt Clemens allerede 1778 var blevet agreeret ved Akademiet i København, blev han først medlem 1786 på sine bekendte fortræffelige Stik Kronprins Frederik og Louise Augusta efter Jens Juel. Året efter fremsendte han til Akademiet sin fortrinlige Sokrates efter Abildgaard og sin Ossian efter samme mester; stikkene til Niels Klim skriver sig ligeledes fra denne tid. Om Clemens eller Terkel Kleve skulle stikke Johannes Ewald -- efter Clemens’ egen tegning, gik ikke af uden kamp; til sidst satte dog Wiedewelt igennem, at Clemens fik arbejdet, og det skønt Kleve kraftig protegeredes af enkedronning Juliane Marie. Ved sit kunstneriske talent vandt Clemens hurtig anseelse hjemme som i fremmede lande, og hans venlige og beskedne væsen gjorde ham afholdt af alle. Selv den iltre og stundom alt andet end elskværdige Abildgaard viste ham velvilje og interesse. Med Preisler, Mandelberg, Wiedewelt og Juel levede Clemens i nøje og hjerteligt venskab.

## Frederik den Store af Preussen
I 1787 fik Clemens en indbydelse til Berlin for at stikke en af Frederik II's tropperevuer efter englænderen Cunninghams tegning, og i 1788 rejste han med kongelige tilladelse til den nævnte by, hvor han opholdt sig i fire år, ikke altid under de behageligste forhold, da Cunningham, med hvem han ofte måtte konferere, og hos hvem han en tid lang boede, var en rå og brutal person. I Berlin sluttede han venskab med den ældre Schadow og Chodowiecky og hædredes med en medlemsplads i Akademiet, men havde den sorg at miste sin hustru, der døde af brystsyge. Hans stik efter Cunningham er godt -- hvad der af konturfejl, bærer ikke Clemens, men Cunningham skylden for. Da det var fuldført, rejste Clemens med kongelige tilladelse 1792 til London for at stikke «Montgomerys Død» efter amerikaneren Trumbull. Dette udmærkede arbejde var han fire år om og fik  betalt med 1050 guinees, en pris, som uden at være høj dog stod i en skærende modsætning til den kummerlige betaling, der ydedes her hjemme for kunstværker af enhver art. 

## Sidste år
I 1795 vendte Clemens tilbage til Danmark på trods af flere hædrende og fordelagtige tilbud fra udlandet. Skønt tysk af fødsel og herkomst var han dog dansk med liv og sjæl, om end det land, hvor han var opvokset og havde vundet de første palmer, og hvor han også ville, at hans støv skulle hvile, intet større havde at byde ham. Hans løn steg vel efterhånden til 800 Rdl., og i 1797 fik han fribolig på Akademiet, men i 1810 måtte døje den ufortjente krænkelse, at Georg Haas, der bestandig havde været hans uven og som kunstner stod langt under ham, blev foretrukket for ham til professor ved modelskolen, og først i 1813 blev Clemens professor i kobberstikkerkunsten og i 1818 ekstraordinær professor ved modelskolen. Den gang trykkede alderen ham allerede, hans syn svækkedes dag for dag, og hans stik fra denne sidste del af hans liv hæver sig ikke over det almindelige 
Efter sin første hustrus død havde Clemens i England i 1795 ægtet Ann Rees, datter af en bygmester i Wales; hun var født 1768. Med hende førte Clemens et lykkeligt, om end enkelt familieliv. Den skønneste sommertid plejede han at tilbringe hos sin ven og velynder Johan Bülow på Sanderumgaard ved Odense. I 1804 havde han den sorg at miste sin søn, Johan David Clemens, en håbefuld 22 årig søofficer. Efter sin hustrus død i 1824 faldt han stærkt og hurtig sammen og hensov endelig, legemlig og åndelig nedbrudt, 5. november 1831.